# Blåkardinal
Blåkardinal (Passerina caerulea), även kallad blåtjocknäbb, är en nordamerikansk fågel i familjen kardinaler inom ordningen tättingar.

## Utseende
Blåkardinalen är en kraftig och stornäbbad finklinknande fågel, 14–19 centimeter i längd och 26–29 centimeter i vingbredd. Hanen är djupblå, medan honan är brun. Båda kön har ett dubbelt kastanjefärgat vingband. Vingbandet och den större storleken skiljer den från den i övrigt lika turkoskardinalen (Passerina cyanea).

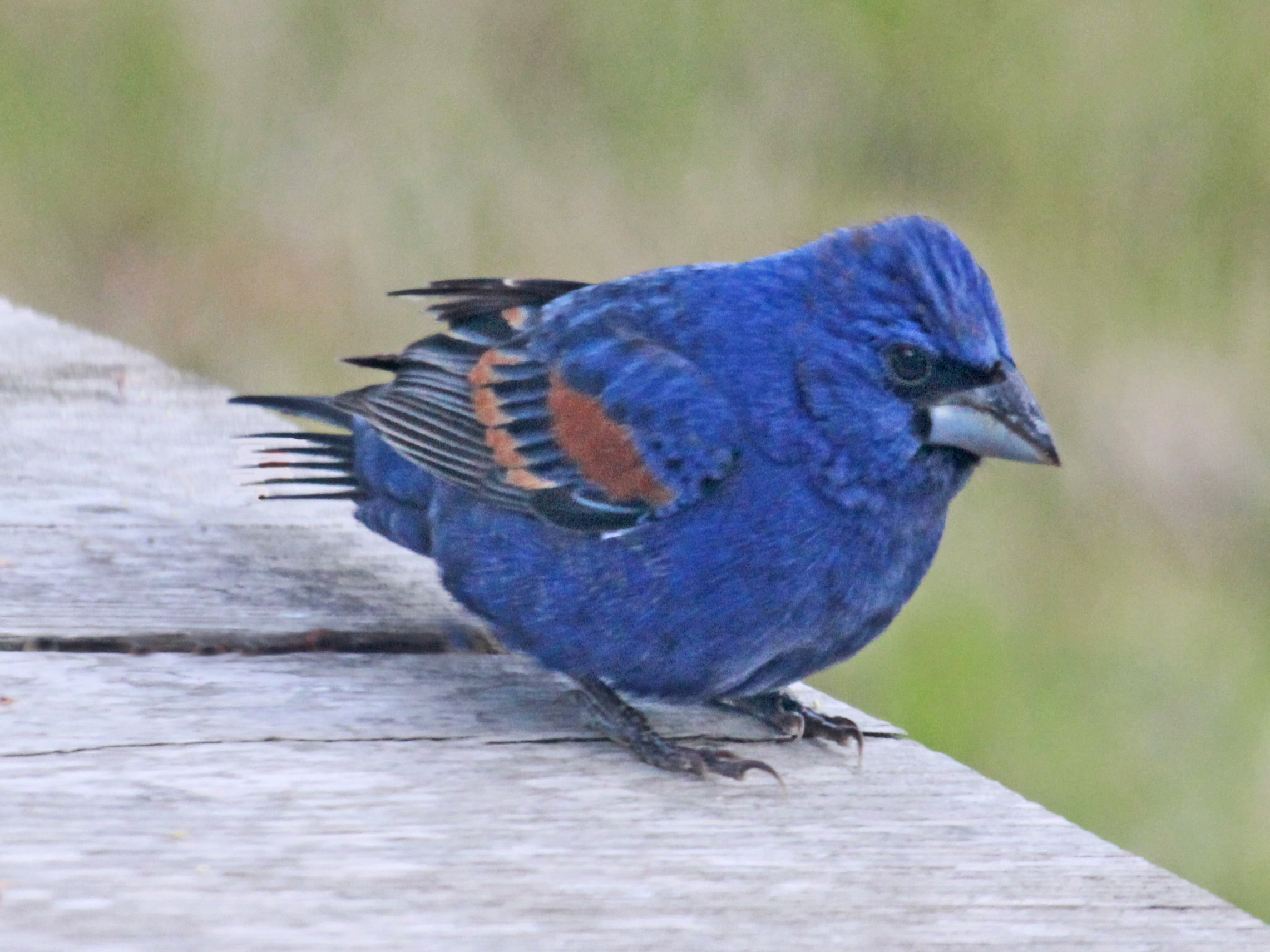
Adult hane
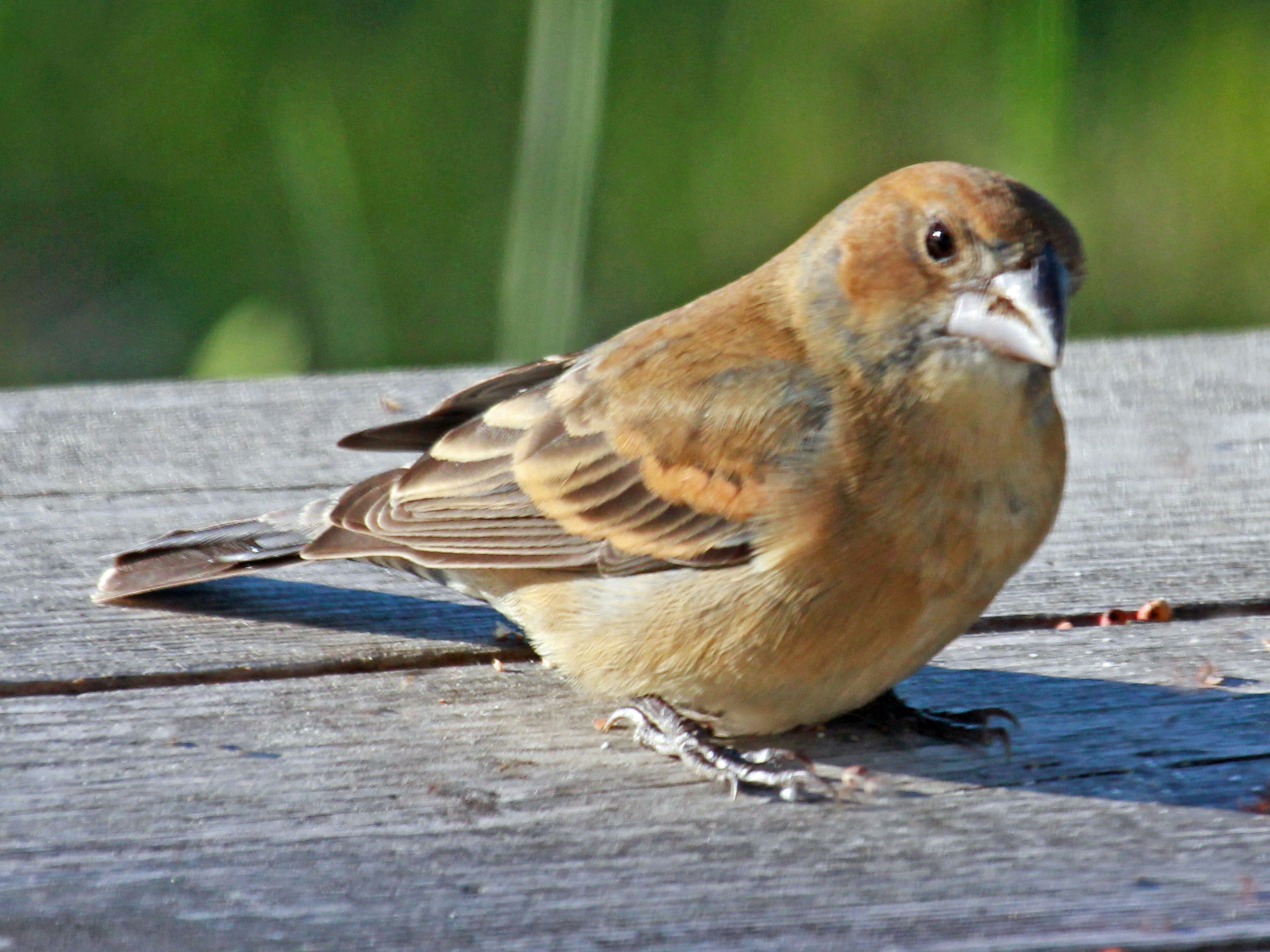
Adult hona
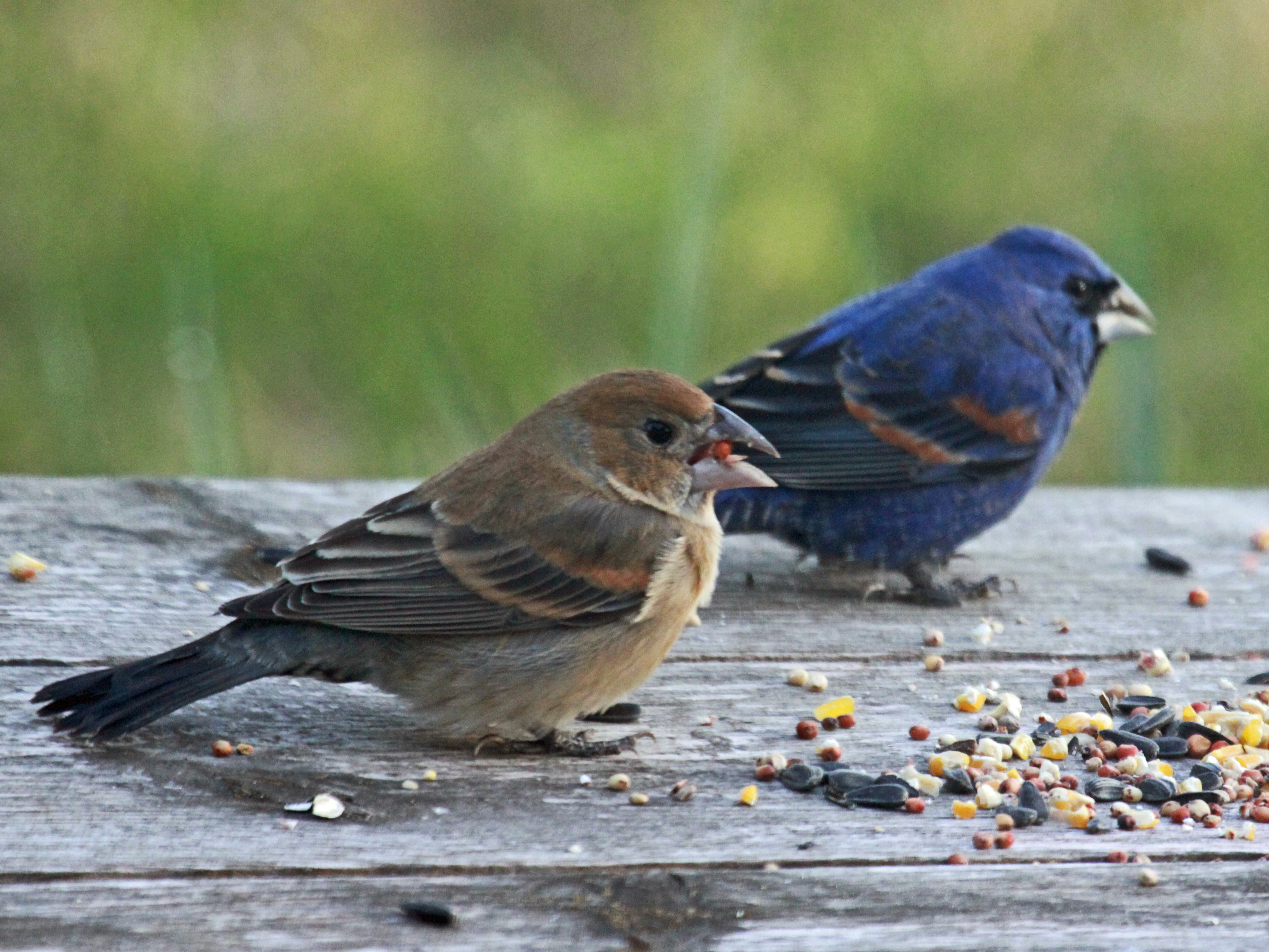
Par

## Läte
Blåkardinalens sång är fyllig, mumlande och hes med jämnt tempo. Lätet är ett mycket hårt och metalliskt "tink". I flykten hörs sträva läten liknande sina nära släktingar, men mörkare och grövre.

## Utbredning och systematik
Blåkardinalen delas in i sju underarter med följande utbredning:
- Passerina caerulea salicaria – häckar från nordcentrala Kalifornien och västra Nevada till nordvästra Baja California, övervintrar till Guerrero.
- Passerina caerulea interfusa – häckar från sydvästra USA till nordöstra Baja California och nordvästra Mexiko, övervintrar till Honduras.
- Passerina caerulea deltarhyncha – kustnära områden i västra Mexiko (södra Sinaloa och Durango till Oaxaca)
- Passerina caerulea caerulea – häckar i sydöstra USA, övervintrar till Panama och Kuba
- Passerina caerulea eurhyncha – östra Mexiko (från Coahuila till Nuevo León, södra Tamaulipas och Oaxaca)
- Passerina caerulea chiapensis – södra Mexiko (i Chiapas och angränsande områden i Oaxaca) till Guatemala
- Passerina caerulea lazula – Honduras till Nicaragua och Costa Rica

### Blåtjocknäbben i Europa
Arten är en mycket sällsynt gäst i Europa men hittills har det ansetts osäkert om fynden härrör från vilda fåglar. Det gäller även de båda svenska fynden: 5 juli 1980 i Studsvik, Södermanland och 8 maj 1983 i Abisko, Lappland. 17 oktober 2018 anträffades dock en individ på Azorerna under ett stort inflöde av amerikanska tättingar, varför det är troligt att detta är den första individ som med säkerhet kan bedömas komma till Europa på naturlig väg.

### Släktestillhörighet
Blåtjocknäbben placerades tidigare i det egna släktet Guiraca men förs numera till släktet Passerina tillsammans med bland andra turkoskardinal.

## Ekologi
Arten häckar i buskmarker och bygger ett skålformigt bo. De lägger i genomsnitt fyra ägg men kullar med två till fem ägg förekommer. Hona ruvar äggen i 11–12 dagar. Båda föräldrarna tar hand om ungarna som blir flygga efter cirka tio dagar. Blåtjocknäbben äter mest insekter, men intar också sniglar, spindlar, frön, sädeskorn och vildfrukt. Den födosöker på marken liksom i buskar och träd.

## Status och hot
Arten har ett stort utbredningsområde och en stor population, och tros öka i antal. Utifrån dessa kriterier kategoriserar IUCN arten som livskraftig (LC).